# Stanz im Mürztal
Stanz im Mürztal osztrák község Stájerország Bruck-mürzzuschlagi járásában. 2017 januárjában 1829 lakosa volt.

## Elhelyezkedése

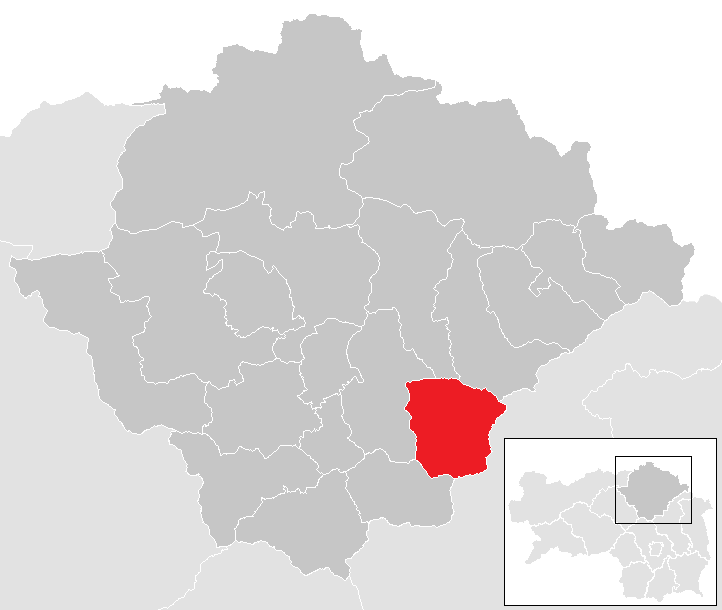
Stanz im Mürztal a Bruck-mürzzuschlagi járásban

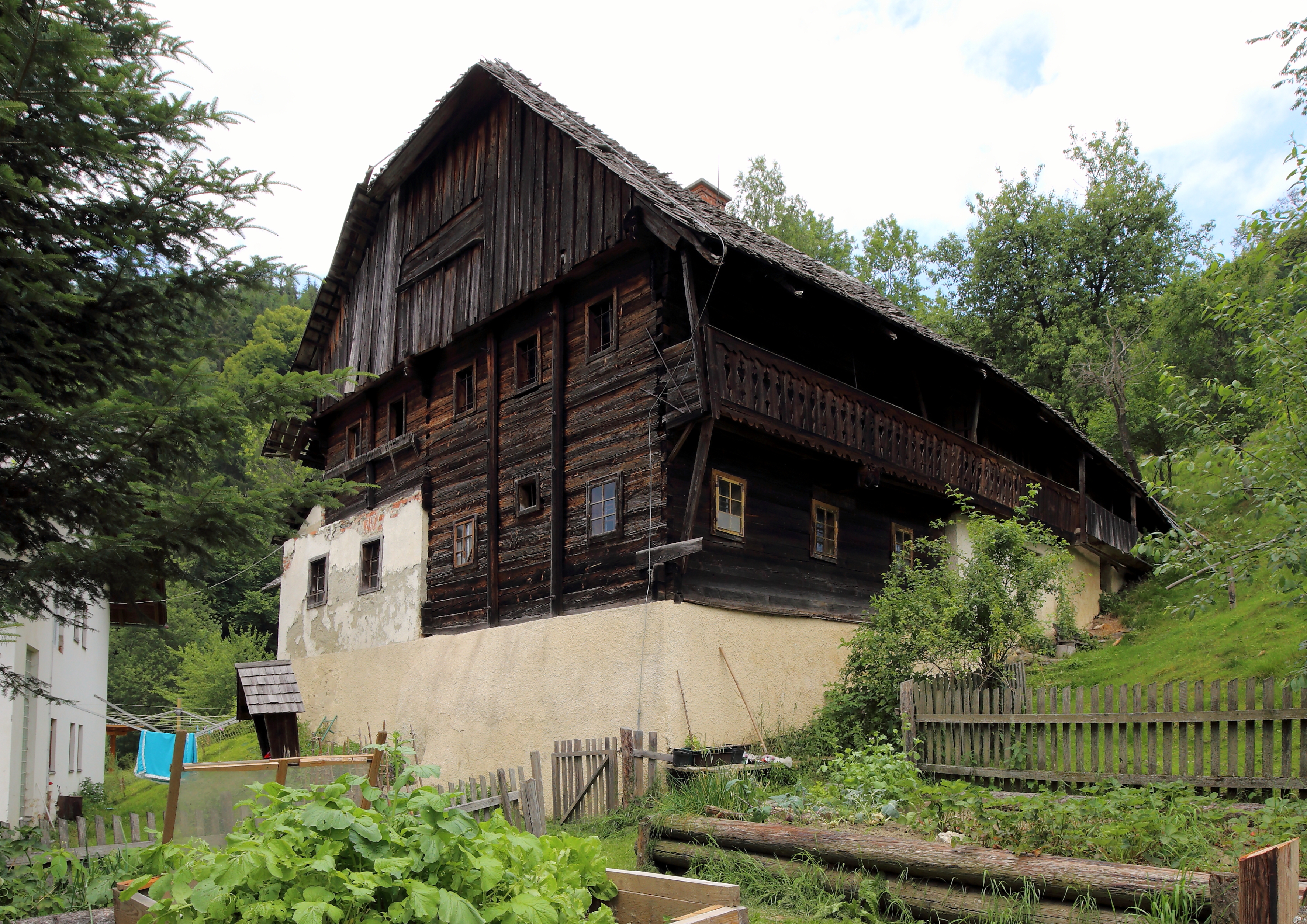
Stájer parasztház

Stanz im Mürztal Felső-Stájerország keleti részén fekszik, a Mürz (a Mura mellékfolyója) völgyétől délre, a Fischbachi-Alpokban. Az önkormányzat 11 települést egyesít: Brandstatt (249), Dickenbach (55), Fladenbach (64), Fochnitz (27), Hollersbach (96), Possegg (34), Retsch (49), Sonnberg (336), Stanz im Mürztal (749), Traßnitz (62), Unteralm (108).
A környező önkormányzatok: délnyugatra Breitenau am Hochlantsch, északnyugatra Kindberg, északra Sankt Barbara im Mürztal, északkeletre Krieglach, délkeletre Fischbach, délre Gasen.

## Története
Stanzot először 1150-ben említik az írott források "Stawencz" alakban. A 14. században Stubenberg család szerezte meg. A 19. század első felében jelentős vasfeldolgozó iparral rendelkezett. 1848-ban a korábbi feudális birtokrendszer megszűnt, a helyi politikai hatalom az 1850-ben megalakuló községi tanács kezébe került át. Miután Ausztria 1938-ban csatlakozott a Német Birodalomhoz, Stanz a Stájerországi reischsgauhoz került, majd a második világháború után a brit megszállási zónához tartozott. A helyiek az 1960-as évekig főleg mezőgazdaságból és erdészetből éltek; azóta egyre többen a közeli városokba ingáznak.

## Lakosság
A Stanz im Mürztal-i önkormányzat területén 2017 januárjában 1829 fő élt. A lakosságszám 1971-ben érte el csúcspontját 2228 fővel, azóta csökkenő tendenciát mutat. 2015-ben a helybeliek 98,7%-a volt osztrák állampolgár; a külföldiek közül 0,3% a régi (2004 előtti), 0,7% az új EU-tagállamokból érkezett. 2001-ben a lakosok 93,5%-a római katolikusnak, 0,5% evangélikusnak, 5% pedig felekezet nélkülinek vallotta magát. Ugyanekkor két magyar élt a községben.

## Látnivalók
- a Szt. Katalin-plébániatemplom
- a Szt. Ulrik-templom
- műemléki védettségű régi stájer parasztházak

## Fordítás
- Ez a szócikk részben vagy egészben  a   Stanz im Mürztal című német Wikipédia-szócikk ezen változatának fordításán alapul.  Az eredeti cikk szerkesztőit annak laptörténete sorolja fel. Ez a jelzés csupán a megfogalmazás eredetét és a szerzői jogokat jelzi, nem szolgál a cikkben szereplő információk forrásmegjelöléseként.